# Médréac
Médréac é uma comuna francesa na região administrativa da Bretanha, no departamento Ille-et-Vilaine. Estende-se por uma área de 34,76 km². Em 2010 a comuna tinha 1 874 habitantes (densidade: 53,9 hab./km²).